# Finales de la NBA de 1999
Las Finales de la NBA de 1999 fueron las series definitivas de los playoffs del 1999 y suponían la conclusión de la temporada 1998-99 de la NBA. San Antonio Spurs de la Conferencia Oeste se enfrentaría a New York Knicks de la Conferencia Este por el título, con los Spurs poseyendo la ventaja de campo. Las series se disputarían al mejor de siete victorias, esto es, el primer equipo que consiguiese ganar 4 partidos se proclamaría campeón.
Los Spurs ganaron las series 4 a 1. El ala-pívot de los Spurs, Tim Duncan, fue nombrado MVP de las Finales. En el partido 5º, a falta de 47 segundos para acabar, fue Avery Johnson quien anotó la canasta ganadora. Seguido de un fallo de Latrell Sprewell que hubiese hecho continuar las series en San Antonio.

## Resumen
| Equipo              | Partido 1 | Partido 2 | Partido 3 | Partido 4 | Partido 5 | Total |
| ------------------- | --------- | --------- | --------- | --------- | --------- | ----- |
| San Antonio (Oeste) | 89        | 80        | 81        | 96        | 78        | 4     |
| New York (Este)     | 77        | 67        | 89        | 89        | 77        | 1     |

## Camino a las finales
La temporada 1998-99 se vio acortada debido al cierre patronal (lockout), cancelando los tres primeros meses de la temporada, convirtiéndola prácticamente en las Finales de 1999. Los equipos jugarían 50 partidos y unos playoffs en el formato habitual. San Antonio Spurs tenía al temido dúo de las "Torres Gemelas", formado por el veterano David Robinson y su segunda estrella Tim Duncan. Los Spurs consiguieron el mejor balance de la Conferencia Oeste con un 37-13.
Mientras, los Knicks tuvieron una desapercibido 27-23 y entraron en los playoffs como octavo y último clasificado. Sin embargo, los Knicks eliminarían a Miami Heat, Atlanta Hawks y a Indiana Pacers consiguiendo ser el primer octavo clasificado en la historia que alcanzaba las Finales de la NBA.

## Resumen de los partidos

### Partido 1
| 16 de junio                        | New York Knicks | 77–89                      | San Antonio Spurs | |  |  |
|                                    | |                            | | |  |  |
|                                    | Estadísticas Allan Houston 19; Sprewell 19 Kurt Thomas 16; Sprewell 7 Houston 3; Childs 3; Ward 3 Pérdidas: Sprewell 6; Dudley 4 | Reporte Pts Reb Asts Otros | Estadísticas Tim Duncan 33; Jaren Jackson 17 Tim Duncan 16; David Robinson 9 Avery Johnson 8; Robinson 7 Robos: David Robinson 3; Tim Duncan 2 | Pabellón: Alamodome, San Antonio Árbitros: - Bennett Salvatore - Hugh Evans - Steve Javie Televisión: ABC |  |  |
| San Antonio lideraba la serie, 1-0 | |                            | | |  |  |
|                                    | |                            | | |  |  |

### Partido 2
| 18 de junio                        | New York Knicks | 83–86                      | San Antonio Spurs |                                                  |  |  |
|                                    | |                            | |                                                  |  |  |
|                                    | Estadísticas Sprewell 26; Allan Houston 19 Camby 11; Thomas 7; Sprewell 7 Ward 3; Allan Houston 2 Robos: Larry Johnson 6; Ward 3 | Reporte Pts Reb Asts Otros | Estadísticas Tim Duncan 25; David Robinson 16 Tim Duncan 15; Robinson 11 Avery Johnson 5; Robinson 4 Tapones: Robinson 5; Duncan 4 | Pabellón: Alamodome, San Antonio Televisión: ABC |  |  |
| San Antonio lideraba la serie, 2-0 | |                            | |                                                  |  |  |
|                                    | |                            | |                                                  |  |  |

### Partido 3
| 21 de junio                        | San Antonio Spurs | 81–89                      | New York Knicks | |  |  |
|                                    | |                            | | |  |  |
|                                    | Estadísticas David Robinson 25; Tim Duncan 20 Tim Duncan 12; Robinson 10 Avery Johnson 4; Antonio Daniels 3 Pérdidas: Avery Johnson 6; Duncan 5 | Reporte Pts Reb Asts Otros | Estadísticas Allan Houston 34; Sprewell 24 Tomas 10; Johnson 5; Sprewell 5 Sprewell 5; Houston 4 Robos: Charlie Ward 4; Sprewell 2 | Pabellón: Madison Square Garden, Nueva York Árbitros: - Dick Bavetta - Hue Hollins - Ronnie Nunn Televisión: ABC |  |  |
| San Antonio lideraba la serie, 2-1 | |                            | | |  |  |
|                                    | |                            | | |  |  |

### Partido 4
| 23 de junio                        | San Antonio Spurs | 96–89                      | New York Knicks |                                                             |  |  |
|                                    | |                            | |                                                             |  |  |
|                                    | Estadísticas Tim Duncan 28; Mario Elie 18 Tim Duncan 18; Robinson 17 Avery Johnson 10; Sean Elliott 4 Tapones: David Robinson 4; Duncan 3 | Reporte Pts Reb Asts Otros | Estadísticas Sprewell 26; Camby 20; Houston 20 Marcus Camby 13; Johnson 6 Ward 8; Houston 3; Sprewell 3 Robos: Charlie Ward 4; Sprewell 2 | Pabellón: Madison Square Garden, Nueva York Televisión: ABC |  |  |
| San Antonio lideraba la serie, 3-1 | |                            | |                                                             |  |  |
|                                    | |                            | |                                                             |  |  |

### Partido 5
| 25 de junio                    | San Antonio Spurs | 78–77                      | New York Knicks                                                                       | |  |  |
|                                | |                            |                                                                                       | |  |  |
|                                | Estadísticas Tim Duncan 31; David Robinson 15 Robinson 12; Tim Duncan 9 Avery Johnson 9; Sean Elliott 5 Pérdidas: Avery Johnson 6 | Reporte Pts Reb Asts Otros | Estadísticas Sprewell 35; Houston 16 Sprewell 10; Houston 7 Houston 5; Chris Childs 4 | Pabellón: Madison Square Garden, Nueva York Árbitros: - Joe Crawford - Steve Javie - Bennett Salvatore Televisión: ABC |  |  |
| San Antonio ganó la serie, 4-1 | |                            |                                                                                       | |  |  |
|                                | |                            |                                                                                       | |  |  |